# Lijst van actieve eenheden van de Nederlandse landmacht
Deze lijst van actieve eenheden van de Nederlandse landmacht geeft een overzicht van de actieve eenheden van de Koninklijke Landmacht, weergegeven tot op compagnieniveau.

## Overzicht

#### Staf Commando Landstrijdkrachten
De Staf CLAS bestaat uit de volgende directies: 
- Training & Operatiën
- Personeel & Organisatie
- Materieel & Diensten

#### 11 Luchtmobiele Brigade
11 Luchtmobiele Brigade bestaat uit de volgende eenheden:
- 11 Stafcompagnie - Schaarsbergen

Gevechtseenheden:
- 11 Infanteriebataljon "Garderegiment Grenadiers en Jagers" - Schaarsbergen
  - A-compagnie "Koningscompagnie"
  - B-compagnie "Stier"
  - C-compagnie "Tijger"
  - D-compagnie "Wolf"
- 12 Rangerbataljon [2] "Regiment van Heutsz" - Schaarsbergen
  - A-compagnie "Java"
  - B-compagnie "Wonju"
  - C-compagnie "Nudae"
  - D-compagnie "Atjeh"
- 13 Infanteriebataljon "Regiment Stoottroepen Prins Bernhard" - Assen
  - A-compagnie "Madju"
  - B-compagnie "Pegasus"
  - C-compagnie "Margriet"
  - D-compagnie "Djokja"

Gevechtsondersteunende eenheden:
- 11 Geniecompagnie - Schaarsbergen
- 11 Brigade Verkenningseskadron "Regiment Huzaren van Boreel" - Schaarsbergen

Logistieke eenheden:
- 11 Bevoorradingscompagnie - Schaarsbergen
- 11 Herstelcompagnie - Schaarsbergen en  Assen
- 11 Geneeskundige compagnie - Assen

Reservisteneenheid:
- 20 Infanteriebataljon - Den Haag, Bergen, Amsterdam, Stroe en Schaarsbergen
  - A-compagnie
  - B-compagnie
  - C-compagnie
  - D-compagnie
  - E-compagnie
  - F-compagnie

#### 13 Lichte Brigade
13 Lichte Brigade bestaat uit de volgende eenheden:
- 13 Stafcompagnie - Oirschot

Gevechtseenheden:
- 17 Pantserinfanteriebataljon "Garderegiment Fuseliers Prinses Irene" - Oirschot
  - A-compagnie "Tijgers"
  - B-compagnie "Eagles"
  - C-compagnie "Beren"
  - D-compagnie "Springbokken"
- 42 Pantserinfanteriebataljon "Regiment Limburgse Jagers" - Oirschot
  - A-compagnie "Ganzen"
  - B-compagnie "Bulldog"
  - C-compagnie "Eagle"
  - D-compagnie "Zwarte Panter"

Gevechtsondersteunende eenheden:
- 41 Pantsergeniebataljon - Oirschot
  - Staf- en stafcompagnie
  - 411 Pantsergeniecompagnie
  - 412 Pantsergeniecompagnie
  - 414 CBRN-verdedigingscompagnie
- 42 Brigade Verkenningseskadron "Regiment Huzaren van Boreel" - Oirschot

Logistieke eenheden:
- 13 Geneeskundige Compagnie - Oirschot
- 13 Herstelcompagnie - Oirschot Stroe

Reservisteneenheid:
- 30 Infanteriebataljon - Vlissingen, Breda, Oirschot, Brunssum en Vredepeel
  - A-compagnie
  - B-compagnie
  - C-compagnie
  - D-compagnie
  - E-compagnie

#### 43 Gemechaniseerde Brigade
43 Gemechaniseerde Brigade bestaat uit de volgende eenheden:
- 43 Stafcompagnie - Havelte

Gevechtseenheden:
- 44 Pantserinfanteriebataljon "Regiment Infanterie Johan Willem Friso" - Havelte
  - A-compagnie "Phoenix"
  - B-compagnie "Coyote"
  - C-compagnie "Cobra"
  - D-compagnie "Bizon"
- 45 Pantserinfanteriebataljon "Regiment Infanterie Oranje Gelderland" - Havelte
  - A-compagnie "Boeaja"
  - B-compagnie "Leeuw"
  - C-compagnie "Hanen"
  - D-compagnie "Fennek"
- 414 Tankbataljon "Regiment Huzaren Prinses Catharina-Amalia" (Nederlandse aandeel) - Bergen (DE)
  - 1e Staf- en verzorgingseskadron (DE & NL)
  - 2e Tankeskadron (DE)
  - 3e Tankeskadron (DE)
  - 4e Tankeskadron (NL)
  - 5e Tankeskadron (DE, reserve)

Gevechtsondersteunende eenheden:
- 11 Pantsergeniebataljon - Wezep
  - Stafcompagnie
  - 111 Pantsergeniecompagnie
  - 112 Pantsergeniecompagnie
  - 101 CBRN-verdedigingscompagnie
- 43 Brigade Verkenningseskadron "Regiment Huzaren van Boreel" - Havelte

Logistieke eenheden:
- 43 Geneeskundige Compagnie - Havelte
- 43 Herstelcompagnie - Havelte Wezep

Reservisteneenheid:
- 10 Infanteriebataljon - Assen, Wezep, Schaarsbergen, Amersfoort en Enschede
  - A-compagnie
  - B-compagnie
  - C-compagnie
  - D-compagnie
  - E-compagnie
  - F-compagnie

#### Korps Commandotroepen
Het Korps Commandotroepen bestaat uit de volgende eenheden:
- SOF Supportcompagnie (SOF SPTcie)
- Opleidings/trainingscompagnie speciale operaties (OTCSO)
- 102 Compagnie
- 103 Commandotroepencompagnie
- 104 Commandotroepencompagnie
- 105 Commandotroepencompagnie
- 108 Commandotroepencompagnie

#### Eerste Duits-Nederlandse Legerkorps
Het Eerste Duits-Nederlandse Legerkorps bestaat uit:
- Hoofdkwartier
- GE/NL Staff Support Battalion
- GE/NL Comms & Information Systems Battalion

#### Defensie Grondgebonden Luchtverdedigingscommando
Het Defensie Grondgebonden Luchtverdedigingscommando bestaat uit de volgende eenheden:
- 800 Squadron (Koninklijke Luchtmacht): verzorgt communicatieapparatuur en logistieke ondersteuning.
- 802 Squadron (Koninklijke Luchtmacht): levert het gehele Patriot-wapensysteem met de commandoposten.
- 11 Luchtverdedigingsbatterij (Koninklijke Landmacht): bestaat uit een Counter Unmanned Aircraft Systems (C-UAS)-peloton en het Stinger Man Portable Air Defense (MANPAD)-peloton
- 13 Luchtverdedigingsbatterij (Koninklijke Landmacht): beschikt over NASAMS, Fennek Stinger Weapon Platform en TRML-systemen.
- Flugabwehrraketengruppe 61 (Luftwaffe): Duitse luchtdoelartilleriebatterij onder bevel van DGLC die beschikt over 35mm kanonsystemen (MANTIS) en Stinger raketten (Wiesel 2 Ozelot).[14]
- Opleidings- en Trainingsbatterij (Koninklijke Landmacht): verzorgt opleidingen en ondersteunt training voor (inter)nationale grondgebonden lucht- en raketverdedigingseenheden.

#### Operationeel Ondersteuningscommando Land
Het Operationeel Ondersteuningscommando Land bestaat uit de volgende eenheden:
- Command & Control Ondersteuningscommando (C2OstCo) - Generaal-majoor Kootkazerne (Stroe)
  - A-compagnie
  - B-compagnie
  - C-compagnie
  - D-compagnie (CEMA)
  - School Verbindingsdienst
- 101 Geniebataljon - Prinses Margrietkazerne (Wezep)
  - Stafcompagnie
  - 102 Constructiecompagnie
  - 103 Constructiecompagnie
  - 105 Geniecompagnie Waterbouw
- Bevoorrading- en Transportcommando (B&TCo) - Generaal-majoor Kootkazerne (Stroe)
  - Stafcompagnie
  - 110 Transportcompagnie "Malamute"
  - 120 Deploymentcompagnie "Hermes"
  - 130 Clustercompagnie "Asterix"
  - 140 Zwaar Transportcompagnie "Mammoet"
  - 210 Regionale Vervoerscompagnie "Bull"
  - 220 Transportcompagnie "Grizzly"
  - 230 Clustercompagnie "Obelix"
  - 240 Dienstencompagnie "Bever"
- 400 Geneeskundig Bataljon - Generaal Spoorkazerne (Ermelo)
  - Stafcompagnie "Eiland van Dordt"
  - 420 Hospitaalcompagnie "Ypenburg"
  - 421 Hospitaalcompagnie "Java"
  - 422 Hospitaalcompagnie "Grebbeberg"
  - 423 Hospitaalcompagnie "Uruzgan"
- 1 Civiel en Militair Interactiecommando (1CMICo) - Koning Willem III-kazerne (Apeldoorn)
- Explosieven Opruimingsdienst Defensie (EODD) - Sergeant-majoor Scheickkazerne (Soesterberg)
- Joint ISTAR Commando (JISTARC) - Luitenant-kolonel Tonnetkazerne ('t Harde)
  - Stafeskadron
  - 102 Elektronische Oorlogsvoering compagnie
  - 104 JISTARC Verkenningseskadron
  - 105 Field Humint-eskadron
  - 106 Inlichtingeneskadron
  - 107 Aerial Systems Batterij
  - 108 Technical Exploitation Intelligence-compagnie
  - 109 Open Sources Intelligence-compagnie
- VuursteunCommando (VustCo) - Luitenant-kolonel Tonnetkazerne ('t Harde) en legerplaats Oldebroek
  - 41 Afdeling Artillerie
    - Stafbatterij Korps Rijdende Artillerie
    - A-batterij "Wolven" Korps Veldartillerie
    - B-batterij "Longhorns" Korps Veldartillerie
    - C-Batterij "Viking" Korps Rijdende Artillerie
    - D-batterij "Centaur" Korps Veldartillerie

  - Vuursteunschool
  - Artillerie Schietkamp
- Geneeskundig Commando (GnkCo)
  - Militaire Gezondheidszorg CLAS (MGZ CLAS)
  - Expertisecentrum (EC)
- Ondersteuningsgroep CLAS
  - Koninklijke Militaire Kapel "Johan Willem Friso"
  - Fanfare "Bereden Wapens"
  - Fanfare Korps Nationale Reserve
  - Regimentsfanfare "Garde Grenadiers en Jagers"
  - Bureau Individuele Uitzendingen - Security Sector Reform
  - Dienst Geografie Defensie
  - Militair Penitentiair Centrum
  - Cavalerie Ere Escorte
  - Interne Dienstverlening
  - Militaire Rechtbank

#### Materieellogistiek Commando Land
Het MatLogCo bestaat uit de volgende eenheden:
- 300 MatLog Compagnie - Bernhardkazerne (Amersfoort)
  - 301 MatLog Peloton - Luitenant-kolonel Tonnetkazerne ('t Harde) - Tevens werkplaatsen in Johan Willem Frisokazerne (Assen); Generaal Spoorkazerne (Ermelo); Johannes Postkazerne (Havelte) en Prinses Margrietkazerne (Wezep).
  - 302 MatLog Peloton - Bernhardkazerne (Amersfoort) - Tevens werkplaatsen in Complex Bassingracht (Den Helder); Generaal Winkelman Kazerne (Harskamp); legerplaats Stroe en de complexen Maaldrift en Schaarsbergen.
  - 303 MatLog Peloton - Generaal Majoor de Ruyter van Steveninckkazerne (Oirschot) - Werkplaatsen in Luitenant-generaal Bestkazerne (De Peel); Lunettenkazerne (Vught) en de complexen Rucphen en Veldhoven.
  - 304 Munitiepeloton - Bernhardkazerne (Amersfoort) - Munitiegroep Noord ('t Harde) en Zuid (Harskamp) met ploegen in Darp; Zoutkamp en Oldebroek (Noord); Harskamp; Oirschot en Rucphen (Zuid).
- Afdeling Techniek
- Afdeling Logistiek
- Afdeling Systemen & Analyse

#### Opleidings- en Trainingscommando
Het Opleidings- en Trainingscommando bestaat uit de volgende eenheden:
- Land Training Centre en Land Warfare Centre - Bernhardkazerne (Amersfoort)
- Koninklijke Militaire School - Generaal Spoorkazerne en Jan van Schaffelaerkazerne (Ermelo)
- Opleidings- en Trainingscentrum Manoeuvre - Bernhardkazerne (Amersfoort)
- Opleidings- en Trainingscentrum Rijden - Generaal Majoor de Ruyter van Steveninckkazerne (Oirschot)
- Opleidings- en Trainingscentrum Genie - Van Brederodekazerne (Vught)
- Opleidings- en Trainingscentrum Logistiek - Du Moulinkazerne (Soesterberg)
- Lichamelijke Oefening & Sportorganisatie - Diverse locaties in het land

#### Korps Nationale Reserve
Het Korps Nationale Reserve bestaat uit de volgende eenheden:
- 10 Natres bataljon onder 43 Gemechaniseerde Brigade te Havelte, inzetbaar in Noord en Oost Nederland
- 20 Natres bataljon onder 11 Luchtmobiele Brigade te Schaarsbergen, inzetbaar in West en Midden Nederland
- 30 Natres bataljon onder 13 Lichte Brigade te Oirschot, inzetbaar in Zuid Nederland